# 奧澤爾齊 (沃洛季米列齊區)
51°32′13″N 25°39′54″E / 51.53694°N 25.66500°E
奧澤爾齊（烏克蘭語：Озерці），是烏克蘭西北部的村莊，隸屬里夫內州的瓦拉什區。該村始建於1561年，面積127平方公里，海拔高度156米，2001年人口833，人口密度每平方公里6.6人。